# Chicago Wind
Chicago Wind is een album van de Amerikaanse country singer/songwriter Merle Haggard uit 2005.

## Tracks
- Chicago Wind
- Where's All The Freedom
- White Man Singin' The Blues
- Leavin's Not The Only Way To Go
- What I've Been Meaning To Say
- Mexico
- Honky Tonk Man
- (Rebould) America First
- It Always Will Be
- I Still Can't Say Goodbye
- Some Of Us Fly (met Toby Keith)